# 간호복

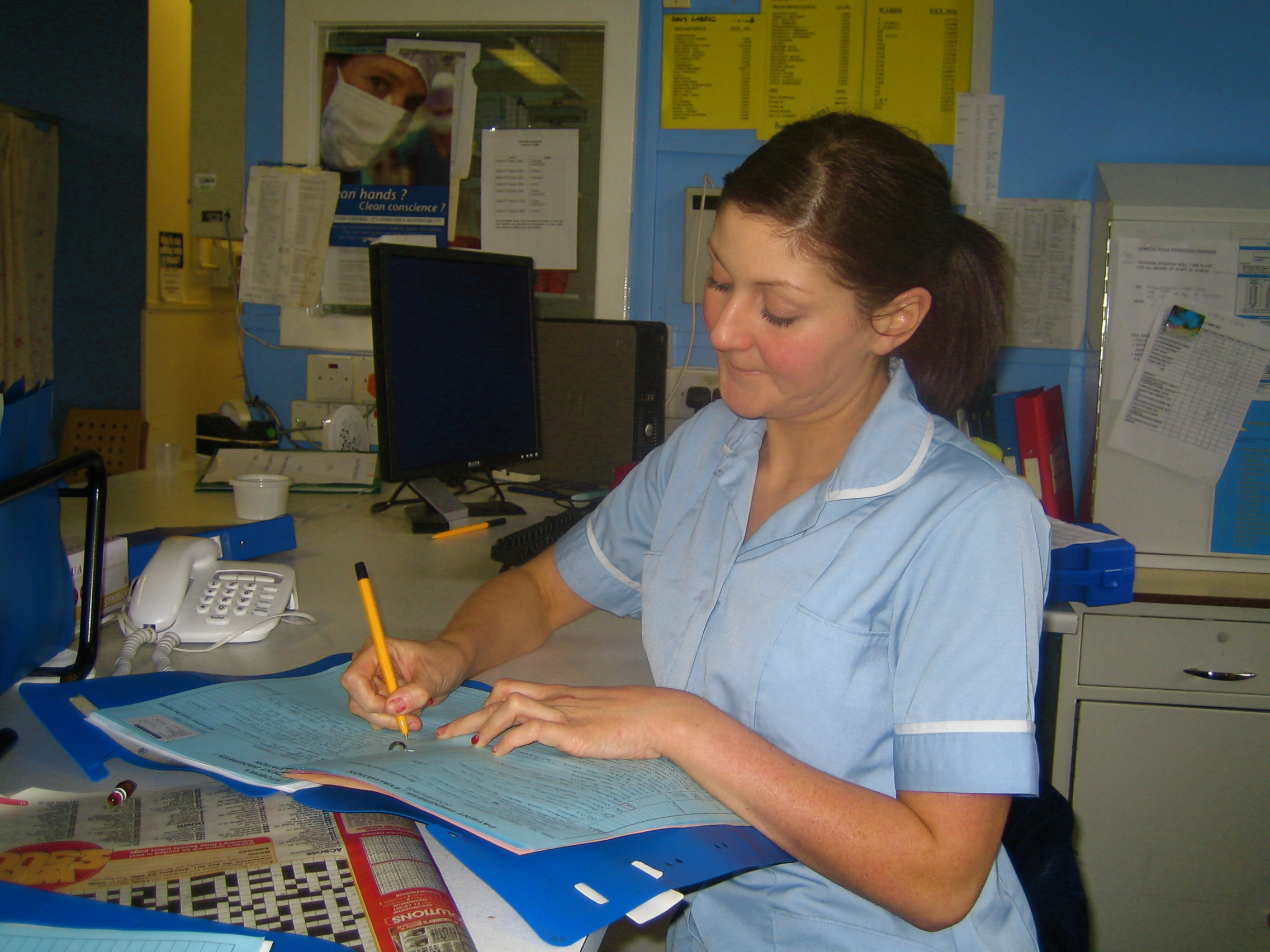
영국의 간호복

간호복(看護服)은 간호사들이 착용하는 제복이다. 간호사이외에도 간호조무사, 치과위생사들도 이 제복을 착용하고 근무한다. 또한 간호장교들도 간호복을 착용하고 근무하며, 제복의 어깨부위에 계급장을 부착하는 것이 특징이다.

## 바지간호복
바지간호복은 1992년 9월 14일에 네덜란드의 빌헬미나병원에서 간호하던 간호사들이 처음 착용하였다.(바지로 된 간호사服(복) 네덜란드에 첫 등장)

## 같이 보기
- 수술복
- 제복